# 謝不許北国居上表
『謝不許北国居上表』（しゃふきょほっこくきょじょうひょう、朝鮮語: 사불허북국거상표）は、唐の乾寧4年（897年）、渤海の賀正使大封裔が、渤海の席次を新羅よりも上位にして欲しいと唐廷に要請（上表）したのに対し、唐はこれを許さず、旧来のごとくせよと命じ、渤海の要請を却下した処置に対する新羅王孝恭王の感謝状である。したがって、表題にいう「北国」が渤海を指すことは明白である。執筆者は新羅の文人である崔致遠。

## 論争
韓国・北朝鮮では、表題にいう「北国」が渤海を指していることを根拠に、新羅は渤海を「北国」または「北朝」と呼んでいたのであるから、渤海でも同様に新羅を「南国」あるいは「南朝」と称していたと推定し、相互に南北国、南北朝という意識をもっていた（推論）ことは、同族意識が共有されていたことのあかしとする断定がある。
一方、崔致遠『謝不許北国居上表』を命名したのは崔致遠ではなく、『謝不許北国居上表』を文集に入れて整理した後代人(『東文選』の撰者など）であり、『東文選』を編纂した高麗王朝人の認識であり、新羅人の認識ではないという批判がある。
酒寄雅志は、「李氏（李佑成、朝鮮語: 이우성、成均館大学）は、新羅末期の文人である崔致遠が『謝不許北国居上表』（『東文選』巻三三）と、渤海を指して『北国』と称したことをおもな根拠に、新羅・渤海の関係を『南北国』対立時代と想定している。しかし、日本僧空海が『遍照発揮性霊集』巻五で、『渤海日本分南北』と記していることや、『本朝文粋』巻九の大江朝綱の詩序の題に、『夏夜於鴻臚館餞北客』とみえることなどから、渤海と日本も南北といわれていたことが判明する。とすればこの『南北』は相対的な位置関係を示しているにすぎないのであって、崔致遠のいう『北国』もまたたんに新羅からみた北方に渤海が位置するだけで、当時、『南北国』対立というような統一的な国家観が存在していたとは考えられない」と評している。
なお、崔致遠は『謝不許北国居上表』において、「渤海は高句麗領内に居住していた粟末靺鞨人によって建国された」と明白に述べている。そして文末近くに「楛矢ノ国ノ毒痛、愈々盛ンナラン」とも記されている。この場合、「楛矢ノ国」が靺鞨の別称として用いられていることは言うまでもない。